# 甲斐一政
甲斐 一政（かい かずまさ、1929年 - 2024年9月16日）は、元愛知県副知事。宮崎県西臼杵郡高千穂町出身。勲位は勲三等瑞宝章。

## 学歴
- 1946年　1945年、海軍兵学校大村予科に入学後に終戦を迎え、宮崎県立延岡中学校（現・県立延岡高等学校）に復学し卒業。
卒業後、しばらく代用教員をしていた。
- 1953年　愛知大学法経学部法学科卒業。

## 職歴
- 1953年　愛知県庁入庁。
- 1978年　愛知県企画部長。
- 1982年　愛知県総務部長。
- 1986年　愛知県副知事。
- 1990年　名古屋高速道路公社理事長。
- 1994年　名古屋競馬株式会社社長。
- 1995年　中日新聞社客員。
- 2024年　老衰のため死去、95歳[1]。

このほか、日本国際連合協会評議員、総務省中部管区行政苦情処理委員会座長、愛知大学理事を務めた。

## 栄典
- 1999年 秋の叙勲で勲三等瑞宝章を受章

## 著書
- 「『少年とガマ蛙』-昭和という時代に生きて-」　2010年　小学館スクウェア
人生80年を振り返った自伝である。本書は前編と後編の2部構成で、前編は郷里の高千穂で過ごした少年時代から中学までの生活、後編は治水や産業振興などに腕を振るった愛知県企画部長時代から現在に至るまでの心境が綴られている。本書は少年時代の豊かな自然を垣間見た著者が、近年の山々の保水力の低下と村落の崩壊を指摘し、経済繁栄を優先してきた国家のあり方に対して警鐘を鳴らす作品となっている。